# Djebel Boukornine
Le djebel Boukornine (arabe : جبل بوقرنين), aussi orthographié djebel Bou Kornine ou appelé encore mont Bou Kornine, désigne un massif montagneux ainsi que son point culminant qui domine le golfe de Tunis et surplombe la ville de Hammam Lif, au nord de la Tunisie. Le massif, étendu sur 3 600 mètres du nord au sud et 1 800 mètres d'est en ouest, constitue le dernier maillon de la dorsale tunisienne.

## Toponymie
Le nom de la montagne vient de l'arabe tunisien bou kornine qui signifie « celui aux deux cornes ». Elle le doit aux deux points culminants d'une altitude de 576 et de 493 mètres qui constituent son sommet. D'ailleurs, à l'époque carthaginoise, une aire sacrée y est dédiée à Ba'al Kornine, « seigneur aux deux cornes » en langue punique, nom que les Romains transcrivent en Balcaranensis.

## Géographie

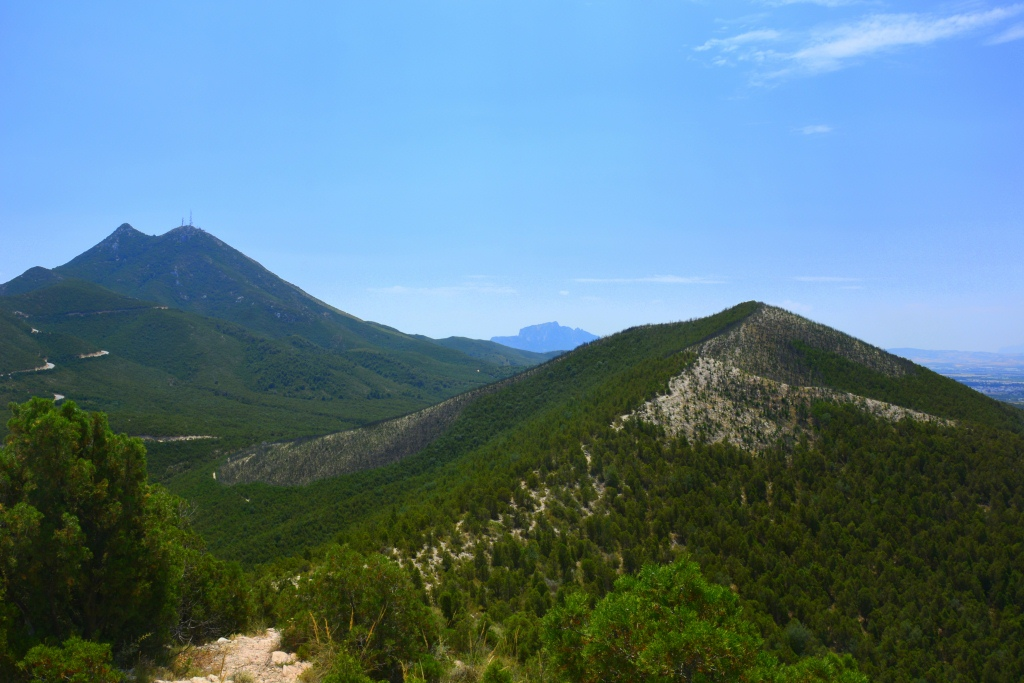
Aperçu de la végétation du massif.

Culminant à 576 mètres, le djebel Boukornine est constitué par des affleurements de calcaire jurassique résistants, plissés et faillés. La crête dominant Borj Cédria est formée de terrains calcaires et marneux du Crétacé, moins résistants dans leur ensemble.

### Faune et flore
Les versants de la montagne sont couverts de pins d'Alep et de thuyas. Le parc est aussi considéré comme le seul lieu en Afrique du Nord à abriter le cyclamen de Perse (cyclamen persicum). Un festival annuel est dédié aux cyclamens, pendant lequel les visiteurs du parc peuvent ramasser librement les petites fleurs odorantes.
Le parc abrite le plus petit mammifère connu au monde, la musaraigne étrusque (Suncus etruscus). 

## Histoire
En 1960, les premiers réémetteurs de télévision du pays sont installés sur la montagne.
Le site est victime d'incendies, notamment en juillet et octobre 2011. En 2022, un épisode se déclare et cause l'intervention d'hélicoptères bombardier d'eau des forces aériennes et d'une dizaine de véhicules de la protection civile.

## Activités

### Protection environnementale
Le massif est partie intégrante du parc national de Boukornine couvrant une superficie de 1 939 hectares et protégeant de nombreuses espèces végétales et animales.

### Carrières
En bordure du massif protégé, des carrières, toujours en activité, ont fourni de grandes quantités de marbre pour la décoration de nombreuses riches demeures, monuments publics, et entreprises du Grand Tunis. Les carrières, situées dans le quartier de la cité Seltène à Borj Cédria (montagne Kedder du massif du Boukornine) fournissent des roches calcaires fossilifères du Crétacé (âge cénomanien), grises, blanchâtres, rouges ou jaunâtres, identifiables à leur faciès particulier de type récifal ou para-récifal,.

## Culture
La silhouette à deux sommets, facilement reconnaissables, de la montagne du Boukornine est très souvent représentée dans les tableaux du peintre Jellal Ben Abdallah, non sans rappeler la façon dont le mont Fuji apparaît dans de nombreuses estampes japonaises,. Le peintre, qui résidait à Sidi Bou Saïd et pouvait voir le Boukornine de l'autre côté du golfe de Tunis de sa fenêtre, a effectué de nombreuses études préliminaires autour de la montagne pour son œuvre, le « Dieu Boukornine ».